# Église Saint-Jean de Grenoble
L'église Saint-Jean de Grenoble fut construite de 1963 à 1965 par l'architecte Maurice Blanc. Elle accuse une forme circulaire et est décrite comme la plus marquante des églises nouvelles de Grenoble. Situé sur le boulevard Joseph-Vallier, l'édifice est labellisé depuis 2003 « Patrimoine du XXe siècle » de Grenoble.

## Histoire du bâtiment

### Création de l'église
Conçue par l'architecte Maurice Blanc, diplômé par le gouvernement à Grenoble (sa ville natale), l'église suit un plan circulaire de 37 mètres de diamètre et a une capacité d’accueil de 1 300 personnes,.

### Toit du bâtiment
L'église est initialement dotée d'une toiture autoportante en hyperboloïde et coiffée d'un chapiteau dentelé en bronze.
En 1979, cette toiture est refaite  à la suite de problèmes d'infiltrations. La nouvelle toiture n'est pas du fait de l'architecte auteur du bâtiment et elle est totalement réinterprétée. Cette toiture actuelle est surmontée d'un lanternon à neuf baies sur lequel s'érige une croix, culminant ainsi à 27 mètres de hauteur.
La couverture en bardeaux d'asphalte arrive en fin de vie vers 2020. En 2023, un appel aux dons est lancé, en partenariat avec la Fondation du Patrimoine, pour financer les travaux de rénovation du toit.